# Ормож (озеро)
Ормож (словен. Ormoško jezero, хорв. Ormoško jezero) — водохранилище на реке Драва на северо-востоке Словении и северо-западе Хорватии, образующее часть границы между двумя странами. Оно было названо в честь близлежащего словенского города Ормож на левом берегу реки Драва и имеет площадь около 3 км2.
Водохранилище было построено в 1975 году, когда и Словения, и Хорватия были частью Югославии, для обслуживания Вараждинской гидроэлектростанции. Плотина и электростанция находятся на хорватской стороне границы и представляют собой южную оконечность озера Ормож. Граница следует естественному руслу реки Драва, как оно было до строительства водохранилища.
На словенской стороне границы в 1980 году были построены шесть отстойников для обработки сточных вод с ныне закрытого сахарного завода в Орможе. В 1992 году муниципалитет Орможа защитил словенскую часть озера Ормож и территорию вдоль его левого берега как природный заповедник из-за ее важности как среды обитания птиц. После закрытия сахарного завода шесть отстойников за несколько лет превратились в болото, и в конечном итоге в 2017 году были защищены как природный заповедник на национальном уровне. Около 261 вида птиц были замечены вокруг озера Ормож, а природный заповедник также привлёк некоторые редкие виды перелётных птиц.